# Mob Rules
Mob Rules je desáté studiové album britské metalové skupiny Black Sabbath. Jde o druhé s novým zpěvákem Diem a druhé album Black Sabbath v 80. letech. Také je to první album, na kterém bubnuje Vinny Appice, který nahradil Billa Warda během turné k albu Heaven & Hell. Ozzy pak skupinu nazýval "Geezer and the three Wops" (něco jako "Geezer a tři Taliáni").
Témata skladeb jsou převážně temná; hlavně je to vidět na skladbách Sign of the Southern Cross a Falling Off the Edge of the World.
Zajímavostí je, že obal alba od umělce Grega Hildebranda má obsahovat zašifrovaný a velmi těžce odhalitelný odkaz KILL OZZY napsaný červenou barvou v temném místě na dlažbě.
Píseň E5150 vydá po převodu arabských čísel na římské slovo EVIL.

## Seznam skladeb
Autory skladeb jsou Ronnie James Dio, Tony Iommi a Geezer Butler. Texty napsal Dio.
| Pořadí | Název                             | Délka |
| ------ | --------------------------------- | ----- |
| 1.     | Turn Up the Night                 | 3:42  |
| 2.     | Voodoo                            | 4:32  |
| 3.     | The Sign of the Southern Cross    | 7:46  |
| 4.     | E5150                             | 2:54  |
| 5.     | The Mob Rules                     | 3:14  |
| 6.     | Country Girl                      | 4:02  |
| 7.     | Slipping Away                     | 3:45  |
| 8.     | Falling Off the Edge of the World | 5:02  |
| 9.     | Over and Over                     | 5:28  |

## Sestava
- Ronnie James Dio - zpěv
- Tony Iommi - kytara
- Geezer Butler - baskytara
- Vinny Appice - bicí
- Geoff Nicholls – klávesy